# Nicolás Caputo
Nicolás Martín Caputo (Comodoro Rivadavia, 13 de octubre de 1958) es un empresario argentino, titular del Grupo Caputo, con áreas principales de negocios en la construcción, la producción de equipos de aire acondicionado y la energía, a través de empresas como Caputo SA, SES SA, Mirgor y Sadesa. En 2020, ocupó el puesto 34 del ranking de Forbes entre los empresarios más ricos de la Argentina.
Como político, fue el primer vicepresidente de PRO (Propuesta Republicana), fundado por Mauricio Macri en 2005.
Como diplomático, ocupó el cargo de Cónsul de Singapur en Argentina. En 2019 fue elegido como Cónsul Honorario de Argentina en Singapur, hasta mayo de 2020.

## Biografía

### Primeros años
Realizó sus estudios primarios y secundarios en el Colegio Cardenal Newman de Boulogne, donde fue compañero de Mauricio Macri. Su amistad con el expresidente comprende gran parte de su vida, fueron socios comerciales y aliados políticos.
Estudió ingeniería en la Universidad Católica Argentina, que abandonó un año después.
En 1938, su abuelo fundó la empresa Nicolás Caputo Sociedad Anónima de Edificación, en el 44 se incorpora su hijo Jorge Caputo, padre de Nicolás Martín. En 1955 la empresa comenzó a cotizar en la bolsa; en 1965 cambió su nombre por Caputo SAICyF.

### Actividad empresaria
En 1983, Nicolás Caputo fundó la empresa Mirgor junto a Roberto Gustavo Vázquez y Mauricio Macri de Sevel, 2014 el ministerio que comandaba fue objeto de investigación  al entregar de forma directa y sin licitación 414 millones en servicios de limpieza a empresas cercanas al gobierno de la ciudad.  En las 36 licitaciones para el mantenimiento y limpieza a nueve empresas, pertenecientes a la misma cámara empresaria, pertenecientes a Nicolás Caputo. Ninguna presta servicios de limpieza. Macri se retiró de Mirgor en 1994. Nicolás Caputo no pudo permanecer como formal asesor del gobierno, cargo al que renunció en 2008 debido a la incompatibilidad legal que resultaba de su condición de contratista del Estado. Desde la llegada de Macri, Caputo pasó de tener contratos con el gobierno porteño por 120 millones de pesos a superar los 1200 millones de pesos. Con las privatizaciones, adquirió el Abasto de Buenos Aires, el Casino Trillenium de Tigre y la planta impresora del diario La Nación. diversificando en la década siguiente.
El 24 de agosto de 1991, Macri, por entonces vicepresidente de SOCMA, fue secuestrado. Cuando los captores le dieron oportunidad de llamar a una persona para negociar su rescate, eligió a Nicolás Caputo, quien entregó el dinero.
A partir de 1995, durante la gestión Macri como presidente de Boca Juniors, Caputo fue asesor en la compra y venta de jugadores. En 1996, se anunció la creación del Fondo Común de Inversión que llevaba tiempo sin logros deportivos ni financieros.  En 2018 el gobierno intento vender acciones del Estado en la empresa a manos de la Anses a una firma vinculada con el primo del Presidente Mauricio Macri, por lo que la fiscalía imputó a su jefe de gabinete Marcos Peña y el ministro de Energía, Juan José Aranguren, fueron denunciados e imputado  por asociación ilícita por su intento de vender las acciones que tenía el Estado Nacional a Caputo. Con el Fondo llegaron a Boca Guillermo y Gustavo Barros Schellotto, Martín Palermo, Walter Samuel, Antonio Barijho, Javier Villarreal, entre otros.
Hacia 1998 durante el mandato de Marcelo Tinelli adquirió en el Club Deportivo Badajoz No obstante, los resultados deportivos no fueron los esperados; la gestión concluyó en el 2000.
Durante la administración de Jorge Telerman como Jefe de Gobierno de la Ciudad de Buenos Aires, el Grupo Caputo ganó las licitaciones para la construcción de un nuevo hospital en Villa Lugano, la Ciudad de la Música, la reconstrucción de uno de los pabellones del Hospital Borda, la construcción de viviendas para habitantes de la Villa 1-11-14 y la del parque Mujeres Argentinas en Puerto Madero.
El diario Perfil indicó que durante los dos mandatos de Mauricio Macri, la Ciudad de Buenos Aires le otorgó contratos por casi $ 1.000 millones de pesos, según consta en los registros presupuestarios de la Ciudad. Marcos Peña, secretario general del gobierno porteño, dijo que "en torno a Caputo existe mucha leyenda y fantasía que nunca fue probada". Macri también ha negado las sospechas sobre el rol de Caputo en la obra pública.
Ver Nicolás Caputo#Controversias

### Carrera política
En 2005, fue designado vicepresidente del partido PRO (Propuesta Republicana).
En 2007, fue designado asesor ad honorem de la Jefatura de Gobierno de la Ciudad de Buenos Aires. Sin embargo, no pudo asumir el cargo dado que fue denunciado por incompatibilidad, al ser contratista del Estado. Caputo SA recibió con diversas licitaciones de obra pública por parte del PRO durante su gobierno de la Ciudad de Buenos Aires. Adquirió gran influencia en el gobierno, considerado por la prensa como un "jefe de gabinete sin papeles". Desde la Confederación Farmacéutica Argentina (COFA) En 2009 adquirió Farmacity; tras su adquisición, autorizada por el jefe de gobierno fue denunciado por competencia desleal y violación a la ley de medicamentos (26.567) que prohíbe hacerlo en góndolas. Por eso, Farmacity ha sido denunciada por la ONG Proconsumer ante la Cámara en lo Contencioso Administrativo Federal. Macri ha negado las sospechas, afirmando que "Caputo SA no licitó ni una sola obra en mi gestión".
En marzo de 2017 fue designado por Mauricio Macri cónsul de Singapur en Argentina en enero de 2019, fue elegido cónsul argentino ante Singapur.

## Controversias
En 2009 Nicolás Caputo aportó fondos a la campaña de Unión PRO, por 225 mil pesos. La ley prohíbe aportes de empresas concesionarias de obras pública, pero permite que sus dueños lo realicen a título personal.
La empresa SES S.A, controlada en un 50% por Caputo. S.A, ha sido con frecuencia cuestionada por la oposición debido a su gestión en licitaciones de obra pública en la Ciudad de Buenos Aires. En 2013, las obras del Metrobús a cargo de su constructora costaron doscientos millones de pesos más de lo previsto. Los tres kilómetros del Metrobús sobre Avenida 9 de Julio, otorgado a la empresa por 115 millones, tuvieron un costo final de 195 millones de pesos, un 70% más de lo estipulado. El diputado de Unidad Popular Claudio Lozano afirmó que “la obra se adjudica a RIVA SA, por $46.944.000, pero en la página oficial del GCBA, se informa que la obra costó $100.000.000, y que el 80% de dicho costo fue repavimentación". En 2014 ganó la licitación para la reparación de 14 escuelas en la ciudad, por 30 millones de pesos, además de ser adjudicataria de obras bajo nivel en los ferrocarriles, cuyo trámite estuvo signado por una transferencia de 300 millones de dólares -un préstamo, que se discutió en la Legislatura- hacia Autopistas Urbanas S.A (Ausa), una empresa del gobierno de la Ciudad, con caja propia, que no está sujeta a la ley de compras y contrataciones. El Ministerio de Salud de la Ciudad le entregó a SES más de $ 414 millones por este servicio de limpieza en algunos hospitales. En las 36 licitaciones para el mantenimiento y limpieza de todos los hospitales porteños se presentaron las mismas nueve empresas, pertenecientes a la misma cámara empresaria y se establecieron sospechas sobre su creación por parte de Caputo. Ese año, Macri le prestó, a título personal, 18.5 millones de pesos. En 2015, el candidato a diputado nacional por Nueva Izquierda, Enrique Viale, con el exlegislador Facundo Di Filippo presentaron una denuncia por presuntas irregularidades en las obras de remodelación del Teatro Colón y del Centro Cultural San Martín, autorizadas a través del decreto 556, que faculta al Poder Ejecutivo de la Ciudad a disponer de partidas de dinero por fuera del presupuesto. La legisladora del Partido Nuevo Encuentro Gabriela Cerruti denunció en lo penal a Mauricio Macri por las inconsistencias en su declaración jurada, acusándolo de negociaciones incompatibles con el ejercicio de la función pública por el préstamo de 18 millones a SES. Al respecto dijo que "hay empresas mixtas entre Caputo y Macri, por lo que el jefe de Gobierno está contratando empresas propias." Su gobierno fue cuestionado por realizar contrataciones directas "en carácter emergencia". La comunera del Frente para la Victoria Julieta Costa Díaz cuestionó la decisión de contratar a SES para el aseo del Metrobús, mediante el decreto 135/14, en la que se contrataba el barrido de 78 paradas. En 2015 la Ciudad le otorgó a SES una serie de obras en escuelas por un total de 94 millones de pesos. En 2018, durante la gestión de Horario Rodríguez Larreta en la Ciudad, SES fue beneficiada con contratos por 59 millones de pesos por la limpieza de los 78 paradas de colectivo de los carriles exclusivos. El gobierno porteño emitió tres circulares aclarando el alcance de los trabajos que deberán hacer las empresas: sólo deberían hacerse cargo de la mano de obra, dado que los materiales correrían por cuenta y costo del Estado.
El abogado Darío Antinori, presidente del Centro de Estudios para la Transparencia (CEPTRA), denunció a Macri y Caputo por una serie de operaciones financieras que podrían configurar el delito de lavado, a partir de una informe periodístico el portal El Destape.
En 2016, Caputo se vio involucrado en la filtración conocida como Panama Papers al aparecer en una lista de empresarios con propiedades y cuentas en guaridas fiscales.
En 2017, se acusó a las distribuidoras Gas del Centro y Gas Cuyana de beneficiarse de las políticas energéticas con el aumento de tarifas.
En 2018 el periodista Horacio Verbitsky publicó una lista de familiares y empresarios que habían blanqueado capitales gracias a una ley del gobierno nacional. Entre otros, Nicolás Caputo.
A pesar de la trascendencia mediática y política que han tenido estas acusaciones, hacia julio de 2023, Caputo no se encontraba acusado ni imputado en ninguna investigación penal.

## Empresas en las que tiene acciones el Grupo Caputo
- Nicolás Caputo Sociedad Anónima de Edificación
- Caputo Construcciones y Servicios
- Madero Plaza
- Desarrollos Caballito
- Altos del Puerto
- SES SA[69]
- Il Tevere
- Mirgor SA[70][71]
- Sadesa
- Edesur[72][73]
- Hidroeléctrica Piedra del Águila[74]
- Farmacity[75]
- Dique Tres SA, Madero Plaza y El Mirador[76]
- Central Puerto[71]